# Koldby (Thy)
 Denne artikel omhandler byen Koldby (Thy). Der er også andre byer med dette navn, se Koldby.
Koldby er en lille by i Thy med 719 indbyggere  (2025), beliggende i Hørdum Sogn. Byen hører til Thisted Kommune og ligger i Region Nordjylland.
Nabobyen Hørdum er beliggende ca. 2 kilometer mod vest og Thisted 18 kilometer mod nord.
I Koldby ligger Koldby skole, der havde et elevtal på 113 i skoleåret 2019/20. Skoleinspektør var i perioden 1961 til 1983 forfatter og jæger Søren Vase.
En anden forfatter, Majnar S. Nielsen, blev født i Koldby i 1926. Hans debutroman fra 1982, Bagerens søn, er baseret på hans egen opvækst i Koldby, selv om stedet i bogen kaldes Skelhøj.